# Entrepothaven (Rotterdam)

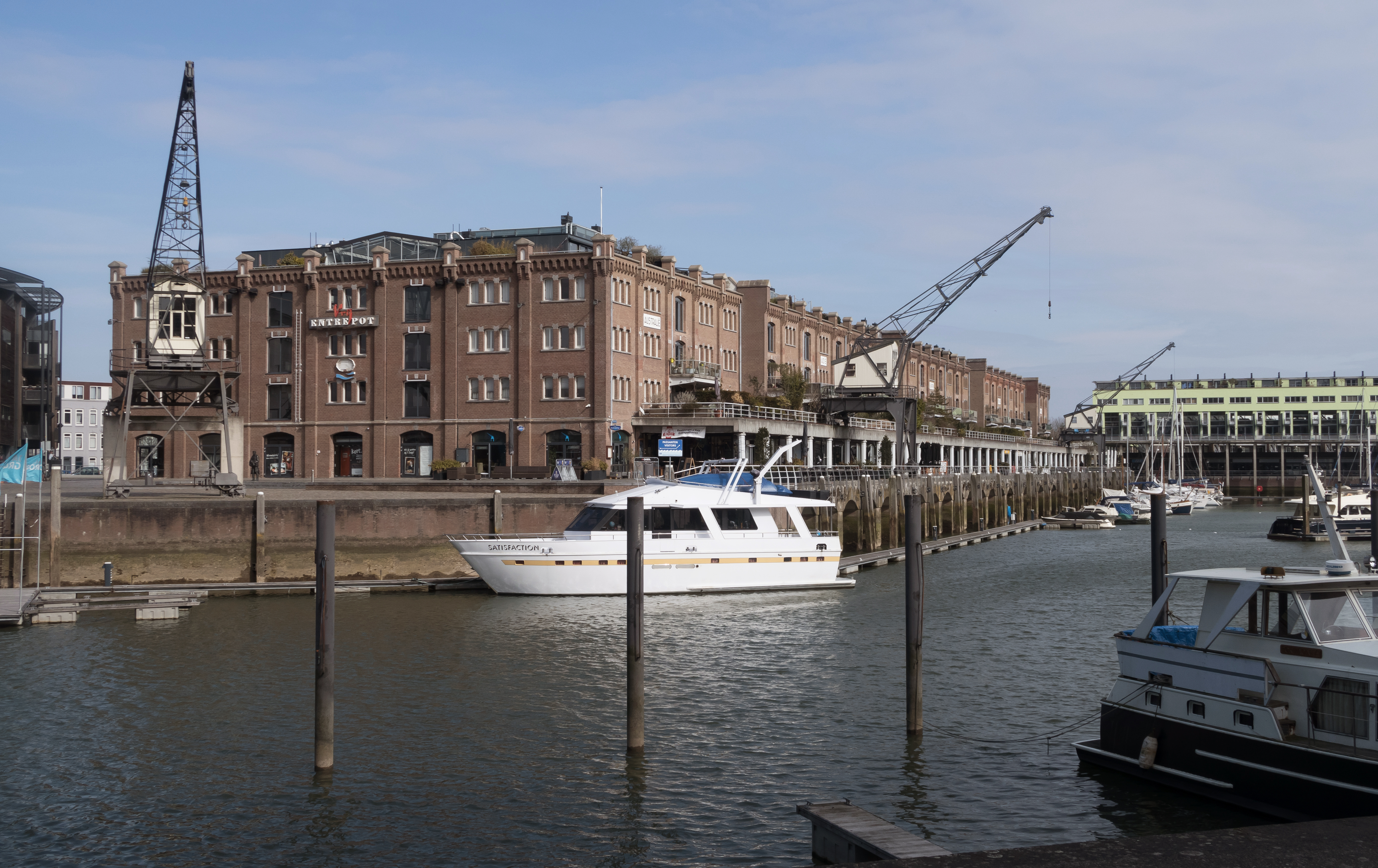
De Entrepothaven

De Entrepothaven is een jachthaven in Rotterdam. Van oorsprong was het een overslaghaven. Eind negentiende eeuw werd op Feijenoord een aantal nieuwe havens gegraven wegens de sterke toename van de handel. De Entrepothaven en de Binnenhaven werden samen met het Entrepotgebouw en het Poortgebouw gerealiseerd door de handelmaatschappij van Lodewijk Pincoffs: de Rotterdamsche Handelsvereeniging (RHV). Het Entrepotgebouw 'De Vijf Werelddelen' dateert uit 1879 en huisvestte pakhuizen die werden gebruikt voor de opslag van koffie, thee, suiker en specerijen. Het bestaat nu uit luxe appartementen, restaurants, winkels en een wereldsupermarkt, de havens zijn jachthaven geworden, City Marina Rotterdam. De handel is naar het westen, de Botlek en Maasvlakte verschoven.